# Leandro Rodrigues
Pour les articles homonymes, voir Rodrigues (homonymie).
Leandro Rodrigues, de son nom complet Leandro Rodrigues Montebeler, est un footballeur brésilien né le 31 janvier 1982.